# 福田豊 (編集長)
福田 豊（ふくだ ゆたか、1932年10月19日 - ）は、日本の経済学者。社会主義協会の機関誌『社会主義』の編集長を務めた。法政大学名誉教授。

## 経歴
熊本県玉名市に生まれる。熊本県立玉名高等学校を経て、1955年に九州大学経済学部を卒業後に同大学大学院に進み、1960年に博士課程を修了した。九州大学経済学部助手、法政大学第二教養部助教授、教授を経て、社会学部教授となる。
学生時代より向坂逸郎に師事し、1960年代前半に構造改革論批判などで頭角をあらわす。福田の論文にはカール・マルクスやウラジーミル・レーニンの著作からの豊富な引用が行われているが、それは社会主義協会の理論が向坂の指導でマルクス・レーニン主義へ転化していくのにたいしマルクス・レーニン主義の歴史的・理論的限界を明らかにし、この理論の援用にたいして慎重であるべきことを求めたものであった。全盛期社会主義協会の代表的理論家として活躍し、社会主義協会事務局次長、機関誌『社会主義』の編集長を務める。1970年代後半より次第にユーロコミュニズムに傾く。1982年11月鎌倉孝夫とともに『現代資本主義と社会主義像』（河出書房新社）を出版し、社会主義協会のマルクス・レーニン主義を強く批判したため、社会主義協会内部で個人攻撃も含めた激しい批判を受け、まもなく社会主義協会を脱退する。この福田批判により、福田の主張に必ずしも賛成ではなかった者も含めて多くの学者研究者が社会主義協会を離れ、社会主義協会弱体化の一因となった。
福田はその後1980年代から1990年代前半にかけ、日本社会党社会主義理論センターの重要な一員として日本社会党の西欧社会民主主義化を積極的に主張し、活発な論陣を張った。社会主義理論センターの学者グループには、大内秀明、田中慎一郎、高木郁朗、新田俊三ら社会主義協会離脱者が多く、福田はその代表格であった。日本社会党が消滅した1990年代後半以降は、社会学部紀要にイギリス労働党の理論（ギデンズやブレアの「第三の道」など）に関する研究論文を発表している。しかし現実の政治運動などに発言することはほとんどなくなった。

## 主な著書
- 『レーニンと現代帝国主義』 河出書房新社、1973年。
- 『現代国家と民主的変革』 ありえす書房、1984年。